# Radio Centrum (Lublin)
Akademickie Radio Centrum – akademicko-miejska stacja radiowa nadająca w Lublinie i najbliższej okolicy na częstotliwości 98,2 MHz.
Radio Centrum jest obecne w "eterze" od 21 października 1995 roku na częstotliwości 98,2 MHz. Wcześniej, przez ok. 30 lat, funkcjonowało jako radiowęzeł czterech studiów S1-S4 (zasięg obejmował cały obszar Miasteczka Akademickiego UMCS, Politechniki Lubelskiej, oraz ówczesnych Akademii Medycznej i Akademii Rolniczej). Właścicielem rozgłośni i częstotliwości jest Uniwersytet Marii Curie-Skłodowskiej.
Misją Radia jest kształcenie w praktycznych umiejętnościach dziennikarskich oraz upowszechnianie informacji dotyczących środowiska naukowego i akademickiego. Radio tworzą głównie uczniowie szkół średnich studenci, uczący się zawodu dziennikarza, zarządzania muzyką za pomocą nowoczesnych narzędzi lub realizatora dźwięku. Zarząd zaś tworzą osoby z doświadczeniem dziennikarskim i w zarządzaniu projektami medialnymi.  
Radio gra muzykę rockową. Wieczorami w programach autorskich pojawiają się inne style muzyczne, np. rock progresywny, muzyka folkowa, hip-hop. W dni powszednie co godzinę nadaje też informacje z miasta, regionu, lubelskich uczelni, kraju i świata (pn. Wydarzenia). Uzupełnieniem ramówki są audycje publicystyczne poświęcone środowisku akademickiemu, lokalnej polityce i kulturze oraz motoryzacji. 
Grupą docelową radia są osoby w przedziale wiekowym 25–55 lat. Duża część słuchaczy to mieszkańcy Lublina powyżej 25 roku życia. W półroczu maj – październik 2022 udział w czasie słuchania wynosił średniomiesięcznie 5,8% w grupie słuchaczy 15–75 lat (badanie RadioTrack).
Stacja nadaje program także za pośrednictwem Internetu. Radio Centrum należy do Grupy Polskie Rozgłośnie Akademickie. Od czerwca 2013 roku Radio Centrum ma nową siedzibę – Inkubator Medialno-Artystyczny w Lublinie.
Przez lata z Radiem Centrum związane było grono osób, które stały się postaciami znanymi lokalnie lub ogólnopolsko. Należą do niego Katarzyna Mieczkowska, Małgorzata Piasecka czy Hirek Wrona.